# Конвой QP-3
QP-3 — арктический конвой времён Второй мировой войны.
Малый океанский тихоходный специальный конвой, вышедший из Архангельска 27 ноября 1941 года. Прибыл в Сейдисфьордюр (Исландия) 3 декабря 1941 года. 9, 10 и 12 декабря, небольшими группами, конвой прибыл в Керкуолл.

## Состав конвоя

### Грузовые суда
- Английские грузовые суда:
  - Empire Baffin (6978/1941) — прибыл в Керкуолл 13 декабря 1941 года.
  - Harpalion (5486/1932) — прибыл в Керкуолл 13 декабря 1941 года.
  - Hartlebury (5082/1934) — прибыл в Керкуолл 13 декабря 1941 года.
  - Orient City (5095/1940) — прибыл в Керкуолл 13 декабря 1941 года.
  - Queen City (4814/1924) — прибыл в Керкуолл 13 декабря 1941 года.
  - Temple Arch (5138/1940) — прибыл в Керкуолл 13 декабря 1941 года.
- Советские грузовые суда:
  - Аркос (2343/1918) — вернулся в Архангельск 29 ноября 1941 года.
  - Андре Марти (2352/1918) — прибыл в Керкуолл 9 декабря 1941 года.
  - Кузбасс (3109/1914) — вернулся в Архангельск 29 ноября 1941 года.
  - Революционер (2900/1936) — прибыл в Керкуолл 9 декабря 1941 года.

### Эскорт
- Крейсера и эсминцы:
  - HMS Bedouin (F67) — эсминец. Заложен: в январе 1937. В составе эскорта с 28 ноября до 2 декабря 1941 года.
  - HMS Intrepid(D10) — эсминец. Заложен: 13 января 1936. В составе эскорта с 28 ноября до 2 декабря 1941 года.
  - HMS Kenya(C14) — крейсер. В составе эскорта с 29 ноября до 3 декабря 1941 года.
- Тральщики:
  - HMS Bramble (J11) — тральщик. Спущен на воду 1938. В составе эскорта с 27 до 28 ноября 1941 года.
  - HMS Gossamer (J63) — тральщик, класса «Halcyon». Заложен 2 ноября 1936. В составе эскорта с 27 ноября по 10 декабря 1941 года. Вплоть до 10 декабря сопровождал 2 советских грузовых судна (Андре Марти и Революционер) до Керкуолл.
  - HMS Hussar (J82) — тральщик, заложен: 28 августа 1933. В составе эскорта с 27 ноября по 9 декабря 1941 года.
  - HMS Seagull (J85) — тральщик, заложен: 15 февраля 1937. В составе эскорта с 9 до 12 декабря 1941 года.
  - HMS Speedy (J17) — тральщик, заложен: 1 декабря 1937. В составе эскорта с 27 до 28 ноября 1941 года.
- Вооружённые траулеры типа Шекспир[1]:
  - HMT Hamlet (T167). В составе эскорта с 9 до 12 декабря 1941 года. Сопровождал британские грузовые суда от Сейдисфьордюр до Керкуолл.
  - HMT Macbeth (T138) В составе эскорта с 9 до 12 декабря 1941 года. Сопровождал британские грузовые суда от Сейдисфьордюр до Керкуолл.